# Todar Mal
Todar Mal o Todar Mall (+ 1589) fou un hindú que fou ministre de finances de l'emperador Akbar el Gran. Era un rajput ksatriya probablement originària del Panjab però nascut a Laharpur, modern Uttar Pradesh.
Va entrar al servei d'Akbar el 1556; el 1563/1564 fou designat oper treballar sota Muzaffar Khan i organitzar l'administració del tresor; després fou enviat amb l'exèrcit que operava al Bihar i a Bengala on va reprimir amb duresa la revolta iniciada el 1580/1581. El 1582/1583 fou nomenat ministre imperial càrrec que va ocupar fins a la seva mort. El 1585 va rebre el mansab de 4.000. Al front del govern va fer importants reformes administratives i econòmiques, si bé en part ja havien estat dissenyades pel seu predecessor Muzaffar Khan i per Shah Mansur.
Fou considerat lleial i competent i tot i que per la seva religió hindú era considerat per sota dels dignataris musulmans, Akbar li va reconèixer la lleialtat i el va plorar a la mort.